# メモワール (秋吉敏子＝ルー・タバキンビッグバンドのアルバム)
メモワール (European Memoirs) は、秋吉敏子＝ルー・タバキンビッグバンドのアルバムである。

## 収録曲
全て穐吉敏子の作編曲である。箇条書きはソロオーダー。
1. リメンバリング・バド (Remembering Bud)  - 8分52秒
  - 穐吉敏子 - ピアノ
2. ミラノの饗宴 (Feast in Milano)  - 4分49秒
  - ハート・スミス (Hart Smith)  - トロンボーン
  - マット・カティンガブ (Matt Catingub)  - アルトサックス
  - 穐吉敏子 - ピアノ
3. リラクシング・アット・ツェーラムズェー (Relaxing at Zel-Am-See)  - 8分12秒
  - バディ・チルダーズ (Buddy Childers)  - トランペット
  - ビル・バーン (Bill Byrne)  - バリトンサックス
  - ルー・タバキン (Lew Tabackin)  - テナーサックス
  - マイク・プライス (Mike Price) - トランペット
4. 2つの顔 a. パート1 (Two Faces of a Nation a. Part 1)  - 9分19秒
  - ルー・タバキン (Lew Tabackin)  - フルート
  - スティーヴ・ハフステッター (Steve Huffsteter)  - トランペット
5. 2つの顔 b. パート2 (Two Faces of a Nation b. Part 2)  - 10分2秒
  - ルー・タバキン (Lew Tabackin)  - テナーサックス
  - ボブ・シェパード (Bob Sheppard)  - アルトサックス
  - トリオ
    - ジョン・グロス (John Gross)  - テナーサックス
    - ブルース・ファウラー (Bruce Fowler)  - トロンボーン
    - マイク・プライス (Mike Price) - トランペット

## 演奏メンバー
- バディ・チルダーズ (Buddy Childers)  - トランペット
- スティーヴ・ハフステッター (Steve Huffsteter)  - トランペット
- ラリー・フォード (Larry Ford)  - トランペット
- マイク・プライス (Mike Price) - トランペット
- デイヴ・ボウマン (Dave Bowman)  - トロンボーン
- ハート・スミス (Hart Smith)  - トロンボーン
- ブルース・ファウラー (Bruce Fowler)  - トロンボーン
- フィル・ティール (Phil Teele)  - バストロンボーン
- マット・カティンガブ (Matt Catingub)  - アルトサックス
- ボブ・シェパード (Bob Sheppard)  - アルトサックス
- ルー・タバキン (Lew Tabackin)  - テナーサックス、フルート
- ジョン・グロス (John Gross)  - テナーサックス
- ビル・バーン (Bill Byrne)  - バリトンサックス
- ジョーイ・バローン (Joey Baron)  - ドラム
- ボブ・ボウマン (Bob Bowman)  - ベース
- 穐吉敏子 - ピアノ